# Lhaviyani atoll
Lhaviyani atoll är en administrativ atoll i Maldiverna. Den ligger i den norra delen av landet, den administrativa centralorten Naifaru ligger 140 km norr om huvudstaden Malé. Antalet invånare vid folkräkningen 2014 var 8 380.
Lhaviyani atoll består av den geografiska atollen Faadhippolhu. 
Den består av 52 öar, varav fyra är bebodda: Hinnavaru, Kurendhoo, Naifaru och Olhuvelifushi.
Dessutom finns turistanläggningar på ett antal öar, bland annat Kudadhoo, som officiellt räknas som obebodda.